# Rexona
Cet article court présente un sujet plus développé dans : Unilever.
Rexona est une marque australienne de déodorants et d'antisudorifiques appartenant au conglomérat britannique Unilever.
Bien que commercialisé sous le nom de Rexona dans la plupart des pays, il est connu sous le nom de Rexena (japonais : レセナ et coréen : 레세나) au Japon et en Corée du Sud, Sure au Royaume-Uni, en Irlande et en Inde, Shield en Afrique du Sud et Degree aux États-Unis et au Canada.